# Valéry Mézague
Valéry Mézague (Marsella, Francia, 8 de diciembre de 1983 - Tolón, 15 de noviembre de 2014) fue un futbolista camerunés, aunque francés de nacimiento. Se desempeñó como centrocampista.

## Selección nacional
Fue internacional con la Selección de fútbol de Camerún, jugando un total de 7 partidos internacionales. Uno de los cuales, fue la semifinal de la Copa FIFA Confederaciones 2003, donde tuvo que reemplazar a Marc-Vivien Foé, quien sufrió un infarto y murió poco tiempo después.

### Participaciones internacionales
| Torneo                            | Sede    | Resultado        |
| --------------------------------- | ------- | ---------------- |
| Copa Confederaciones 2003         | Francia | Subcampeón       |
| Copa Africana de Naciones de 2004 | Túnez   | Cuartos de final |

## Clubes
| Club                | País        | Año         |
| ------------------- | ----------- | ----------- |
| Montpellier HSC     | Francia     | 1999 - 2004 |
| Portsmouth FC       | Inglaterra  | 2004 - 2005 |
| FC Sochaux          | Francia     | 2005 - 2007 |
| Le Havre AC         | Francia     | 2007 - 2008 |
| FC Sochaux          | Francia     | 2008 - 2009 |
| LB Châteauroux      | Francia     | 2009        |
| Vannes OC           | Francia     | 2009 -2011  |
| Panetolikos FC      | Grecia      | 2011-2012   |
| Bury FC             | Reino Unido | 2013        |
| Sporting Toulon Var | Francia     | 2014        |